# منتخب تشيكوسلوفاكيا لكأس فيد
منتخب تشيكوسلوفاكيا لكأس فيد هو ممثل تشيكوسلوفاكيا الرسمي في كرة المضرب في كأس فيد
.